# Allophorocera pachystyla
Allophorocera pachystyla är en tvåvingeart som först beskrevs av Macquart 1851.  Allophorocera pachystyla ingår i släktet Allophorocera och familjen parasitflugor. Inga underarter finns listade i Catalogue of Life.